# Alberto Velázquez
Alberto Camilo Velázquez Aguilar (nascido em 16 de julho de 1934) é um ex-ciclista uruguaio. Representou o Uruguai em duas edições dos Jogos Olímpicos (Melbourne 1956 e Roma 1960).